# CA Batna
El Chabab Aurès de Batna, conocido como CA Batna o CAB, es un equipo de fútbol de Argelia que milita en el Championnat National de Première Division 2, el segunda torneo de fútbol más importante del país.

## Historia
Fue fundado en el año 1932 en la ciudad de Batna y nunca ha ganado el título de Campeón Nacional ni ha ganado el Torneo de Copa en 2 finales que han jugado.
A nivel internacional ha participado en 1 torneo continental, en la Copa Confederación de la CAF 2011, donde fue eliminado en la Ronda Preliminar por el Al-Nazr de Libia.

## Palmarés
- Copa de Argelia: 0

Finalista: 2
1997, 2010

## Participación en competiciones de la CAF
| Temporada | Torneo                       | Ronda      | Club             | Casa | Visita | Global      |
| --------- | ---------------------------- | ---------- | ---------------- | ---- | ------ | ----------- |
| 2011      | Copa Confederación de la CAF | Preliminar | Al Nasr Benghazi | 2-2  | 2-2    | 4-4 (4-5 p) |

## Jugadores

### Jugadores destacados
- Salim Aribi